# Evaristo de Moraes Filho
Evaristo de Moraes Filho (Rio de Janeiro, 5 de julho de 1914 – Rio de Janeiro, 22 de julho de 2016) foi um advogado trabalhista, escritor, professor universitário e membro da Academia Brasileira de Letras.
Pai de: Antônio Carlos Flores de Moraes e Regina Lúcia de Moraes Moral.

## Biografia
Evaristo de Moraes Filho nasceu na Rua dos Coqueiros, no bairro de Catumbi, filho do casal Antônio Evaristo de Moraes e Flávia Dias de Moraes. Concluiu sua educação básica em 1921, na Escola Pública Nilo Peçanha, no bairro de São Cristóvão, ingressando logo depois no Colégio 28 de Setembro, dirigido pelo general Liberato Bittencourt, onde atingiu o posto de capitão-aluno. 
Em 1933 ingressou na Faculdade Nacional de Direito da Universidade Federal do Rio de Janeiro, onde foi colega de Alzira Vargas (filha de Getúlio Vargas), Arnaldo Lopes Sussekind (futuro ministro da Agricultura) e de Benjamin Eurico Cruz (futuro ministro do Trabalho), além de aluno de Leônidas Resende, Hermes Lima e Castro Rebelo, três renomados juristas presos pelo regime varguista quando do fechamento da Aliança Nacional Libertadora (ANL). Tornou-se bacharel em Direito em 3 de dezembro de 1937, mesmo ano em que fez o curso de extensão em Psicologia com o Professor Euryalo Canabrava. Em 1939 ingressou na recém-criada Faculdade Nacional de Filosofia, tendo interrompido o curso, concluído no interregno de 1946 a 1949. 
Casado por sete décadas com Hileda Flores de Moraes, tiveram dois filhos, Antônio Carlos Flores de Moraes que lhe deu como netos Marcos Evaristo , Flávio Luiz, Carlos Eduardo e Laura, como bisneto Bruno Evaristo e Regina Lúcia de Moraes Morel que lhe deu como netos Sérgio e Leonardo e bisneto Guilherme.
Quinto ocupante da Cadeira de número 40 da Academia Brasileira de Letras, foi eleito em 15 de março de 1984, na sucessão de Alceu Amoroso Lima e recebido em 4 de outubro daquele ano pelo Acadêmico Josué Montello.

### Morte
Morreu aos 102 anos de idade, de causas naturais, em sua residência. Conforme a tradição dos membros da Academia Brasileira de Letras, seu corpo foi velado no Salão dos Poetas Românticos, tendo sido sepultado na tarde seguinte no Mausoléu dos Imortais, no  Cemitério de São João Batista. 

## Cargos, formações e títulos
- Chefe da Seção de Filosofia da revista oficial do corpo discente da Faculdade, “A Época” (1935-37).
- Curso de Extensão Universitária de Filosofia da Educação da Universidade do Brasil, com os Profs. Lourenço Filho, Carneiro Leão, Padre Penido, Raul Bittencourt, A. Vieira Pinto (1949).
- Licenciatura, em 1° lugar, em Filosofia, na mesma Faculdade (1949).
- Curso de Extensão Universitária de Sociologia da Universidade do Brasil com o Prof. Georges Gurvitch (1952).
- Doutor em Direito (1953).
- Doutor em Ciências Sociais (1955).
- Professor Emérito da UFRJ, na qual fundou, o Instituto de Filosofia e Ciências Sociais. Teve seu magistério cassado pelo Ato Institucional Nº 5, após ter sido preso em seu apartamento em Copacabana, aos 13 de junho de 1969 em cárcere de unidade militar do Primeiro Exército Brasileiro.
- Procurador do Trabalho de Primeira Categoria no Ministério Público do Trabalho, tendo sua primeira lotação, em Salvador, sendo um dos que formaram este ramo do Ministério Público no Brasil.
- A Associação Nacional dos Procuradores do Trabalho, com sede em Brasília, instituiu em 1998 o Prêmio Evaristo de Moraes Filho, destinado ao melhor arrazoado forense no âmbito do Ministério Público do Trabalho, em função dos relevantes trabalhos prestados pelo jurista.